# آنجلا ندیالکووا
آنجلا ندیالکوا ( بلغاری: Анжела Недялкова  ; زاده ۲ مارس ۱۹۹۱)  یک بازیگر اهل بلغارستان است.